# 悪魔に抱かれて
「悪魔に抱かれて」（Better the Devil You Know）は、オーストラリアのシンガーソングライターのカイリー・ミノーグの楽曲である。3枚目の『リズム・オブ・ラヴ』から先行シングルとして発表された。
この曲とミュージック・ビデオはカイリーのこれまでの『隣の家の女の子』という清純派イメージを打ち破るきっかけになったといわれている。ミュージック・ビデオはポール・ゴールドマンによってオーストラリアのメルボルンで撮影された。イギリスでは2位まで上昇するヒットとなり、オーストラリアでも最高4位を記録している。
2012年にはアビイ・ロード・スタジオでオーケストラとともに再録音したヴァージョンがセルフカバー・アルバム『女神(アフロディーテ)のすべて 〜アビイ・ロード・セッションズ〜』に収録された。

## トラック・リスト
- CDシングル

1. "Better the Devil You Know" - 3:52
2. "Better the Devil You Know" (Mad March Hare Mix) - 7:09
3. "I'm Over Dreaming (Over You)" ("7 Mix) - 3:21

- 7" レコード

1. "Better the Devil You Know" - 3:52
2. "I'm Over Dreaming (Over You)" ("7 Mix) - 3:21

- 12" レコード

1. "Better the Devil You Know" (Mad March Hare Mix) -7:09
2. "I'm Over Dreaming (Over You)" (Extended Mix) - 4:54

- iTunesデジタルEP - リミックス

1. "Better the Devil You Know" (7" Backing Track)
2. "Better the Devil You Know" (7" Instrumental)
3. "Better the Devil You Know" (Alternative Mix)
4. "Better the Devil You Know" (Dave Ford Remix)
5. "Better the Devil You Know" (Movers & Shakers 12" Backing Track)
6. "Better the Devil You Know" (Movers & Shakers 12" Instrumental)
7. "Better the Devil You Know" (Movers & Shakers 12" Mix)
8. "Better the Devil You Know" (Movers & Shakers 7" Backing Track)
9. "Better the Devil You Know" (Movers & Shakers 7" Instrumental)
10. "Better the Devil You Know" (Movers & Shakers 7" Mix)
11. "Better the Devil You Know" (Movers & Shakers Alternative 12" Mix)
12. "Better the Devil You Know" (Movers & Shakers Alternative Backing Track)
13. "Better the Devil You Know" (Movers & Shakers Alternative Instrumental)
14. "Better the Devil You Know" (The Mad March Hare Mix)
15. "Better the Devil You Know" (US Remix)

## チャート
| チャート (1990年)                      | 最高位 |
| -------------------------------------- | ------ |
| オーストラリア (ARIA)                  | 4      |
| オーストリア (Ö3 Austria Top 40)       | 27     |
| ベルギー (Ultratop 50 Flanders)        | 5      |
| デンマーク (IFPI)                      | 6      |
| ヨーロッパ (Eurochart Hot 100)         | 6      |
| フィンランド (Suomen virallinen lista) | 7      |
| フランス (SNEP)                        | 13     |
| アイルランド (IRMA)                    | 4      |
| オランダ (Dutch Top 40)                | 22     |
| オランダ (Single Top 100)              | 16     |
| ニュージーランド (Recorded Music NZ)   | 27     |
| スペイン (AFYVE)                       | 12     |
| スウェーデン (Sverigetopplistan)       | 13     |
| スイス (Schweizer Hitparade)           | 21     |
| UK シングルス (OCC)                    | 2      |
| 西ドイツ (GfK Entertainment charts)    | 24     |

| チャート (1998年)     | 最高位 |
| --------------------- | ------ |
| オーストラリア (ARIA) | 59     |

| チャート (1990年)               | 順位 |
| ------------------------------- | ---- |
| オーストラリア (ARIA)           | 55   |
| ベルギー (Ultratop 50 Flanders) | 19   |
| ヨーロッパ (Eurochart Hot 100)  | 36   |
| イギリス (OCC)                  | 38   |

## チャートp
英国では、「Better the Devil You Know」は、アダムスキーの「Killer」によってブロックされ、ミノーグの5枚目の非連続ナンバー2シングルになった。 この曲は2週連続で2位にとどまり、合計10週間チャートにランクインした。英国レコード産業（BPI）によって銀の認定を受け、34万部を売り上げた。ミノーグの母国オーストラリアでは、この曲は1990年6月10日の週末に5時にデビューした。 この曲はチャートで3週目に4位でピークに達し、トップ50で合計13週間を過ごした。オーストラリアレコード協会（ARIA）からゴールド認定を受け、販売枚数は35,000枚を超えた。しかし、ニュージーランドでは、この曲は大きな成功を収めず、34位でデビューしましたが、翌週に40位から脱落し、27位で再び入り、最終的に4週間にわたってピークを迎え、チャートインした。フランスでは、この曲は38位でデビューし、チャートで数週間後、1週間で13位でピークを迎えた。 この曲はイスラエルでチャートトップになり、スペインで11位に達した。

## ステップスバージョン
人気のダンスとポップソングをカバーすることで知られるイギリスのポップグループ・ステップスは、2枚目のスタジオアルバム、Steptacular（1999年）のために「Better the Devil You Know」のバージョンを録音しました。この曲は、彼らのデビューアルバム「Step One」（1998年）の北米版（1999年）にも収録され、Step OneとSteptacularの両方のトラックが混在している。したがって、この曲は最終的にStepsの3枚目のアルバム、Buzz（2000年）のオープニングトラックとして紹介された。「Better the Devil You Know」は、1999年12月に「Say You'll Be Mine」という曲でダブルA面としてリリースされ、Steptacularから3枚目のリリースとなった。シングルの限定版は、スリーブに両面ポスターを含むデジパックとしてリリースされた。片面はダンス衣装で描かれたグループで、もう片面は衣装を着たグループとミュージックビデオ全体に示されているさまざまなシーンを示している。
このシングルはUKシングルチャートで4位を記録した。オリジナルバージョンの世界的な成功に匹敵することはできなかったが、オーストラリアで21位を達成し、いくつかのヨーロッパ市場でチャートインするなど、いくつかの成功を収めた。

### トラックリスト
1. "Say You'll Be Mine" – 3:32
2. "Better the Devil You Know" – 3:49
3. "Better the Devil You Know" (2T's 2 Go Mix) – 5:53

### クレジットと人員
クレジットはBuzzのライナーノートから適応されている。
録音
- 1999年にPWLスタジオ（マンチェスター、イギリス）で録音
- 1999年にPWLスタジオ（マンチェスター、イギリス）でミックス
- Transfermationでマスター（ロンドン、イングランド）

職員
- ソングライティング - マイク・ストック、マット・エイトケン、ピート・ウォーターマン
- プロダクション – マーク・トファム、カール・トゥイッグ、ピート・ウォーターマン
- ミキシング – ダン・フランプトン
- エンジニアリング – ティム「スパグ」スペイト
- ドラム– ダン・フランプトン
- キーボード-カール・トゥイッグ
- バス- マーク・トファム

### チャート
| チャート (1999年)               | 最高順位 |
| ------------------------------- | -------- |
| オーストラリア (ARIA)           | 21       |
| ベルギー (Ultratop 50 Flanders) | 42       |
| オランダ (Single Top 100)       | 47       |
| スイス (Schweizer Hitparade)    | 93       |
| UK シングルス (OCC)             | 4        |